# So Close
"So Close" är en låt skriven av Stephen Schwartz och musiken är gjord av Alan Menken. Låten kommer från filmen Förtrollad med Amy Adams och Patrick Dempsey i huvudrollerna. Den framförs av sångaren Jon McLaughlin.